# Magno da Dinamarca
Magno de Holstein (26 de Agosto de 1540 - 18 de Março de 1583) foi um príncipe da Dinamarca e membro da Casa de Oldemburgo. Como vassalo do czar Ivã IV da Rússia foi rei titular da Livónia de 1570 a 1578.

## Família
Magno era o terceiro filho do rei Cristiano III da Dinamarca e da duquesa Doroteia de Saxe-Lauemburgo. Entre os seus irmãos estava o rei Frederico II da Dinamarca. Os seus avós paternos eram o rei Frederico I da Dinamarca e a marca Ana de Brandemburgo. Os seus avós maternos eram o duque Magno I de Saxe-Lauemburgo e a duquesa Catarina de Brunsvique-Volfembutel.

## Primeiros Anos
Aos dezassete anos de idade, Magno foi enviado para a Alemanha para ser educado em várias cortes alemãs. Após a morte do seu pai em 1559, regressou à Dinamarca para assistir à coroação do seu irmão mais velho, o rei Frederico II.
No mesmo ano, o príncipe-bispo de Ösel-Wiek na Terra Mariana (actual Letónia), vendeu as suas terras ao rei Frederico II por 30 000 táleres. Para evitar que a terra fosse repartida por herança, Frederico ofereceu esse território ao seu irmão Magno na condição de que ele renunciasse aos seus direitos de sucessão nos ducados de Schleswig e Holstein. Em 1560, Magno chegou com um exército a Saaremaa onde foi imediatamente eleito bispo.

## Rei da Livónia
Durante a Guerra da Livónia, a 10 de Junho de 1570, o duque Magno visitou Moscovo onde foi coroado rei da Livónia pelo czar Ivan IV. Magno prestou um juramento de lealdade a Ivan, sendo ele seu senhor, e recebeu o foral correspondente ao reino da Livónia onde Ivan determinava o seu património. O tratado entre Magno e Ivã IV foi assinado por um oprichnik e por um membro da administração zemskii, Vasily Schchwlkalov. Os territórios do novo reino ainda tinham de ser conquistados.
O recém-coroado rei Magno da Livónia deixou Moscovo com vinte soldados russos com a intenção de conquistar a cidade de Reval, controlada pela Suécia. Ivan tinha esperanças de que Frederico II, irmão mais velho de Magno, ajudasse na intervenção militar, mas que não aconteceu. Em finais de Março de 1571, Magno desistiu de Raval e abandonou o cerco.
Tendo perdido o favor de Ivan em 1577 e com o apoio do irmão, Magno reuniu os nobres da Livónia e pediu-lhes que o ajudassem a lutar contra a ocupação estrangeira da Rússia. Acabou por ser atacado pelas tropas de Ivan e foi feito prisioneiro. Quando foi libertado, renunciou ao seu título real, entregando os direitos do trono da Livónia a Staffan Batory.
Magno passou os últimos seis anos da sua vida no castelo de Pilten, no bispado da Curlândia onde viria a morrer como prisioneiro da coroa polaca.
Em 1662, o corpo de Magno foi devolvido à Dinamarca e foi enterrado na Catedral de Roskilde.

## Casamento e Descendência
A 12 de Abril de 1574, Magno casou-se com a duquesa Maria Vladimirovna de Staritsa, filha do duque Vladimir de Staritsa. Os seus filhos incluíram:
- Maria de Oldemburgo (cerca de Julho de 1580 - cerca de 1597)
- Eudóxia de Oldemburgo (cerca de 1581 - cerca de 1588)